# 髭櫓
髭櫓（ひげやぐら）は狂言の演目。髭をたくわえた男がそれを巡って女房連合軍と戦うという奇抜な話。

## 登場人物
- シテ：男
- アド：妻
- 立衆：女

## あらすじ
大髭が自慢の男が、大嘗会で犀の鉾を持つ役に選ばれたと言って喜んでいる。だが、新しい装束を仕立てるという話に妻は「うちは貧乏でそんな余裕は無い」と役を断るように迫り、さらに「その髭があるのが悪い」と自慢の髭を剃り落としてしまえと言ったため、怒った男は妻を打擲する。これに対して妻は近所の女たちと示し合わせ、熊手や長刀などを持った女たちを引き連れ攻めてくる。男は髭の上に櫓（砦）を組んで立ち向かうが多勢に無勢、ついに巨大な毛抜きで髭を引き抜かれてしまう。流派によっては男が最後に「くっさめ」と大きなくしゃみをして終わる。